# 그래프기어 1000
그래프기어 1000(일본어: グラフギア1000, 영어: Graphgear 1000)은 일본의 기업인 펜텔에서 생산하는 샤프 펜슬이다. 펜텔에서 샤프의 인기가 시들해진 일본을 뒤로하고 북미 시장을 공략하기 위해 만든 샤프이다. 제품 코드로는 pg101*을 사용한다. 0.5mm/0.7mm 볼펜도 나온 바 있다.

## 외관
메탈 재질을 사용해서 단단하고 차가운 느낌이 난다. 2002년 굿 디자인상을 수상했을 정도로 디자인에서 좋은 평가를 받고 있다.
클립의 모양에 따라 구형과 신형으로 나뉘는데, 구형은 오래 사용 시 클립이 쉽게 고장나는 문제가 있었다. 그래프기어 1000은 클립이 고장나면 쓸 수 없다. 따라서 신형은 클립의 내구도 문제를 개선했다. 다만 신형 클립도 험하게 쓰다 보면 클립이 부러질 수 있는데, 부러지는 순간 외관과 내관이 분리되며 내관이 스프링에 의해 배럴 밖으로 튀어나올 수 있으므로 주의해야 한다.
그래프기어 1000은 샤프 펜슬의 그립부와 배럴을 연결하는 중결부가 플라스틱으로 만들어져, 샤프에 충격이 여러 번 축적되면 약해져서 떨어뜨리거나 한번에 큰 충격이 발생했을 때 파손이 발생할 수 있다. 그래프기어 1000은 복잡한 구조로 인해 떨어뜨리면 중요 부위가 망가진다는 점 때문에 외관만 멀쩡한 샤프라는 별명을 붙이기도 한다.
슬리브는 4mm 제도용 슬리브를 사용하였으며, 듀얼 그립을 사용해서 손이 편안하다. 물론 로렛 가공 그립을 싫어하는 사람에게는 맞지 않다.
바디 부분에 인쇄되어 있는 문구는 PG1015 기준 'GRAPHGEAR1000 Pentel PG1015 JAPAN 1C .5'이다. 바디 밑에는 바코드가 붙어 있다.

## 기능
슬리브를 수납할 수 있으며, 노브를 누르면 메커니즘이 내려가면서 홈이 파인 부분에 클립이 끼워져 슬리브가 나오고 클립을 위로 올리면 메커니즘이 다시 올라가면서 슬리브가 들어간다. 다만 슬리브 수납 기능 때문에 유격이 생겼지만 직접 사용해보면 별로 신경쓰일 정도는 아니다.
슬리브가 배럴과 연결된 게 아니라 내부 기둥과 연결되어 있기 때문에 분해를 해야만 분리할 수 있다. 그래서인지 0.4 제품을 제외하면 클리너핀이 없다.

## 리미티드 시리즈

### 서일본 지역 한정판
2017년 5월 말쯤 서일본 지역 한정으로 칠흑(검정x검정, 검정x실버)과 홍련(빨강x빨강, 빨강x실버)이 그래프기어1000 최초의 한정판으로 출시되었다.

### 리미티드 골드 에디션
리미티드 골드 에디션은 2018년 2월 28일에 출시되었다. 색상은 블랙, 골드, 레드, 스카이블루, 핑크로 일반 버전보다 약 2배 정도 비싼 정가로 판매된다. 다른 시리즈에 비해 비교적 로고가 잘 지워지는 특징이 있다.

### 도큐헨즈 한정판
도큐핸즈 한정판은 샴페인 골드, 티타늄 블루, 브라운의 3가지 색상으로 발매되었다.